# Le Ciel Flamand
Le Ciel Flamand is een Belgische film uit 2016, geschreven en geregisseerd door Peter Monsaert. De film ging op 11 september in première op het internationaal filmfestival van Toronto.

## Verhaal
Monique runt een bordeel langs de baan ergens in West-Vlaanderen nabij de Franse grens, samen met haar dochter Sylvie. De zesjarige Eline, het dochtertje van Sylvie, is gefascineerd door de mysterieuze werkplek van haar moeder en oma maar het is haar verboden daar te komen. Wanneer ze op haar verjaardag toch in het bordeel geraakt, wordt ze aangesproken door een travestiet. Hij neemt Eline mee en benadert haar seksueel. Er wordt een onderzoek gestart naar de dader, maar alle sporen lopen dood. Dirk, een buschauffeur, is de eigenlijke vader van Eline, maar dat mag niet geweten zijn. Vandaar dat hij al sinds de geboorte wordt voorgesteld als zijnde Elines oom. Hij ontmoet op 5 december in Wallonië een dronken Sinterklaas. Het gedrag van deze man naar de kinderen toe, doet Dirk vermoeden dat hij de dader is. Verder vernam Dirk via Eline dat de dader Robert heette. Wanneer de dronken Sinterklaas ook insinueert dat hij Robert heet, vermoordt Dirk hem. Hij brandt zijn auto uit en begraaft het lijk onder een dikke laag beton op zijn boerderij. De politie sluit het dossier van Eline. Rond kerstmis is er een opsporingsbericht over de verdwenen man die Philippe blijkt te heten. Eline associeert de verdwenen man met Sinterklaas en is blij dat hij niet meer zal komen. Of Philippe inderdaad de pedofiel is, wordt niet kenbaar gemaakt. Dirk krijgt wroeging en wil zich net voor de aftiteling ophangen, hoewel zijn verdere lot ongeweten is.

## Rolverdeling
| Acteur             | Personage        |
| ------------------ | ---------------- |
| Sara Vertongen     | Sylvie           |
| Wim Willaert       | Dirk             |
| Esra Vandenbussche | Eline            |
| Ingrid De Vos      | Monique          |
| Isabelle Van Hecke | Vanessa          |
| Tom Ternest        | Alain            |
| Naima Rodric       | Aisha            |
| Serge Larivière    | Philippe Leclerc |
| Mathias Sercu      | Rechercheur      |